# Acacia dolichophylla
Acacia dolichophylla är en ärtväxtart som beskrevs av Bruce R. Maslin. Acacia dolichophylla ingår i släktet akacior, och familjen ärtväxter. Inga underarter finns listade i Catalogue of Life.